# Boss key
Une boss key (terme anglais qui signifie littéralement « touche [du] patron ») est un raccourci clavier présent dans certains jeux vidéo et permettant, par la pression d'une touche du clavier, de mettre la partie en pause et de masquer le jeu en cours pour le remplacer, à l'écran, par une fausse page de travail, par exemple un feuillet de tableur ou une interface en ligne de commande. Une seconde pression sur la touche de raccourci bascule l'affichage vers le jeu et enlève la pause.

## Utilité
Le but de ce raccourci, sous-entendu par le nom de la fonction liée, est de permettre à une personne travaillant en entreprise de jouer aux jeux vidéo sur son poste de travail et, au besoin, de simuler rapidement une activité professionnelle normale. Apparue à une époque où les ordinateurs personnels étaient peu abordables - d'où la nécessité de jouer sur du matériel professionnel - et où les machines, d'une manière générale, n'étaient pas multitâche - ne permettant donc pas de basculer immédiatement d'un programme à un autre -, cette fonction existe toujours sur certains programmes modernes.